# Claud William Wright
Claud William Wright, oft C. W. Wright zitiert, genannt Willy Wright, (* 9. Januar 1917 in Ellenborough, Yorkshire; † 15. Februar 2010 in Burford, Oxfordshire) war ein britischer Paläontologe, formal ein Amateur. Hauptberuflich war er ein hoher britischer Staatsbeamter.
Wright, dessen Vater Chairman von British Oil and Cake Mills war, wuchs in North Ferriby bei Hull am Ufer des Humber auf, wo er schon als Jugendlicher Ammoniten sammelte. Außerdem fand er am Ufer des Humber mit seinem Bruder drei Schiffe aus der Bronzezeit, eines davon heute im National Maritime Museum. Er studierte am Charterhouse College in Surrey und ab 1936 Christ Church College der University of Oxford mit dem Abschluss 1939. Dort hörte er auch bei dem Paläontologen William Joscelyn Arkell, einer Autorität über Fossilien des Jura, tat sich aber auch als Student des Lateinischen und Altgriechischen hervor. Arkell zog Wright und seinen Bruder auch zur Arbeit über den Bericht des Geological Survey der Gegend um Weymouth, Swanage, Corfe Castle und Lulworth heran.
Hauptberuflich war er ab 1939 Beamter im War Office, nach einer Prüfung, die aus 1000 Anwärtern 50 aussiebte. Im Zweiten Weltkrieg meldete er sich freiwillig und wurde Offizier bei den King´s Royal Rifles, in dieser Funktion aber wieder zum War Office abkommandiert – er brachte es bis zum Major. Nach dem Krieg setzte er seine Karriere im Ministry of Defence fort, von 1961 bis 1968 als Assistant Under-Secretary of State und 1968 als 1971 als Deputy Under-Secretary. Danach war er Deputy Secretary im Erziehungs- und Wissenschaftsministerium bis zu seiner Pensionierung 1976. Er war dort für die Gründung des Ministry of Arts beteiligt, wobei er direkt mit Margaret Thatcher zusammenarbeitete. 1977 bis 1983 war er Research Fellow am Wolfson College in Oxford und widmete sich erst dann völlig der Forschung.
Er war seit 1947 mit Alison Readman (gestorben 2003) verheiratet, die damals ebenfalls Angestellte im War Office war und eine führende Wahlforscherin, und hatte einen Sohn und vier Töchter. 1969 wurde er CB (Companion of the Order of the Bath). Er war Ehrendoktor von Hull und Uppsala. 1961 erhielt er den Stamford Raffles Preis der Zoological Society of London, 1958 den R. H. Worth Prize der Geological Society of London, 1987 deren Prestwich Medal und 1947 deren Lyell Fund, und 1989 den Strimple Award der Paleontological Society.
1956 bis 1958 war er Präsident der Geologists Association. Er war Honorary Associate des British Museum.
Seine erste Veröffentlichung über Fossilien hatte er mit seinem Bruder als Schüler 1932 und 1939 hatte er schon 20 Artikel veröffentlicht. Seine Sammlung (rund 25500 Exemplare) ging an das Natural History Museum und die Wright Library des Oxford University Museum. Er sammelte auch chinesisches Porzellan, die Sammlung wurde ihm aber gestohlen.
Er war einer der Autoren des Ammoniten Bandes des Treatise on Invertebrate Paleontology. Außerdem befasste er sich mit fossilen Krabben aus der Kreidezeit und Seesternen.
Auf die Frage, wie er für seine Sammler- und Wissenschaftlertätigkeit die Zeit fand, antwortete er, dass dies seine Oasen der Normalität in einer verrückten Welt wären (Island of Sanity in a mad world), insbesondere im Umgang mit Politikern.